# Slum Dwellers International
Slum Dwellers International (Международные обитатели трущоб) — международная некоммерческая организация, базирующаяся в Кейптауне. Основана Джокином Арпутхамом, ранее работавшим в Индии, и местными обитателями трущоб в 1996 году. Целью Slum Dwellers International является сплотить обитателей трущоб для эффективного отстаивания своих интересов и улучшения условий жизни, сделать трущобы яркими и удобными сообществами, наладить сотрудничество с правительственными и международными организациями для того, чтобы вовлечь обитателей трущоб в преобразование своих районов. Программы Slum Dwellers International охватывают более 15 тыс. трущоб в 500 городах мира (более 1 млн человек). Организация имеет 20 соглашений о сотрудничестве с национальными правительствами, она помогла почти 130 тыс. семей получить права на землю.
Глобальная солидарность городской бедноты зародилась в начале 1990-х годов, когда начались контакты между обитателями трущоб из Южной Африки и бездомными Бомбея. Slum Dwellers International под руководством Джокина Арпутхама объединяет обитателей трущоб и лачуг в федерации и профсоюзы, помогает им обмениваться опытом, продвигает женщин в управленческие структуры трущоб, организовывает сберегательные и кредитные учреждения, кассы взаимопомощи и приюты для бедняков, внедряет проекты и программы, которые улучшают санитарию и водоснабжение трущоб. Другой задачей Slum Dwellers International является связать трущобы с государственными органами, различными благотворительными структурами и социальными предприятиями, которые могут поспособствовать в изменении жизни бедняков (строительство домов, водопроводов, канализации, больниц, медпунктов и школ).
Отдельные программы Slum Dwellers International направлены на то, чтобы с помощью микрофинансовых сберегательных и кредитных организаций продвигать на лидерские позиции в сообществах трущоб женщин. Отделения Slum Dwellers International имеются в следующих странах: Индия, Непал, Шри-Ланка, Пакистан, Филиппины, Таиланд, ЮАР, Кения, Намибия, Свазиленд, Зимбабве, Уганда, Малави, Лесото, Танзания, Замбия, Ангола, Сьерра-Леоне, Буркина-Фасо, Гана, Нигерия, Ботсвана, Того, Либерия, Египет, Бразилия, Аргентина, Боливия, Колумбия и Гаити.
Slum Dwellers International тесно сотрудничает с Программой ООН по населённым пунктам, Институтом Санта-Фе, Фондом Билла и Мелинды Гейтс, Фондом Форда, Фондом Сколла, Habitat for Humanity International, Cities Alliance, Association of African Planning Schools, Swedish International Development Cooperation Agency и Арджуном Аппадураи. В 2007 году Slum Dwellers International основала Urban Poor Fund International (UPFI). В 2014 году Slum Dwellers International получила премию за социальное предпринимательство от Фонда Сколла.